# Відстрілюючи собак
«Відстрілюючи собак» (англ. Shooting Dogs) — британсько-німецький фільм Майкла Кейтона-Джонса про геноцид у Руанді, що стався в 1994 році, коли хуту (велика частина жителів країни) влаштувала розправу над понад 800 000 тутсі, більшість вбивств яких здійснювалася мачете. Прем'єра картини відбулася у Франції 12 травня 2005.
Назва фільму пов'язано з безглуздою ситуацією, коли сили ООН не мали права стріляти навіть для припинення геноциду (наказ «Спостерігати за миром»), але повинні були відстрілювати бродячих собак, що поїдають трупи людей, щоб «уникнути санітарних проблем».

## Зміст
У 1994 році в Руанді сталися трагічні події. Два племені хуту і тутсі вирішили, що відмінності між ними варті сотень тисяч життів і почали повномасштабне винищування один одного. Фільм розповість про ті криваві дні з об'єктивної точки зору молодого європейського вчителя-волонтера, який бачив усю війну своїми очима, але був не в змозі що-небудь змінити.
Фільм використовує записи з «радіо ненависті», яке транслювало під час геноциду, RTLMC.

## Ролі
| Актор          | Роль                 |
| -------------- | -------------------- |
| Джон Герт      | Батько Крістофер     |
| Г'ю Денсі      | Джо Коннор           |
| Домінік Горвіц | Капітан Чарльз Делон |
| Луї Магоні     | Сібомана             |
| Ніколя Волкер  | Рахель               |
| Стів Туссен    | Роланд               |
| Девід Гясі     | Франсуа              |
| Сьюзен Нелуога | Едда                 |
| Віктор Пауер   | Джуліус              |
| Джек Пірс      | Марк                 |

## Нагороди та номінації
Нагорода кінофестивалю Heartland Film (2006) в номінації Best Dramatic Feature.

## Знімальна група
- Режисер — Майкл Кейтон-Джонс
- Сценарист — Девід Волстенкрвофт, Річард Елвін, Девід Белтон
- Продюсер — Девід Белтон, Піппа Кросс, Дженс Мейєр
- Композитор — Даріо Маріанеллі